# Absint

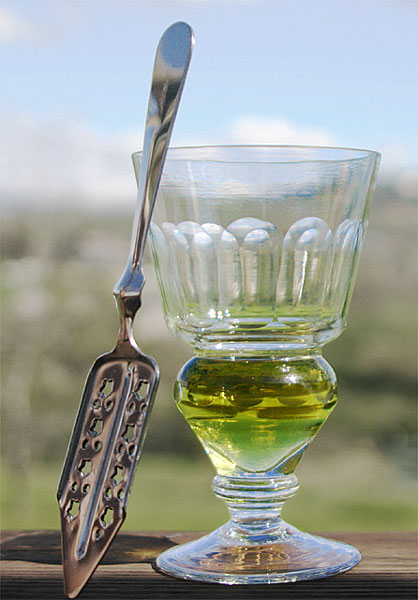
Absint, med absintsked.

Absint är en osötad, alkoholstark spritdryck, ofta med en svagt gulgrönaktig nyans.

## Innehåll

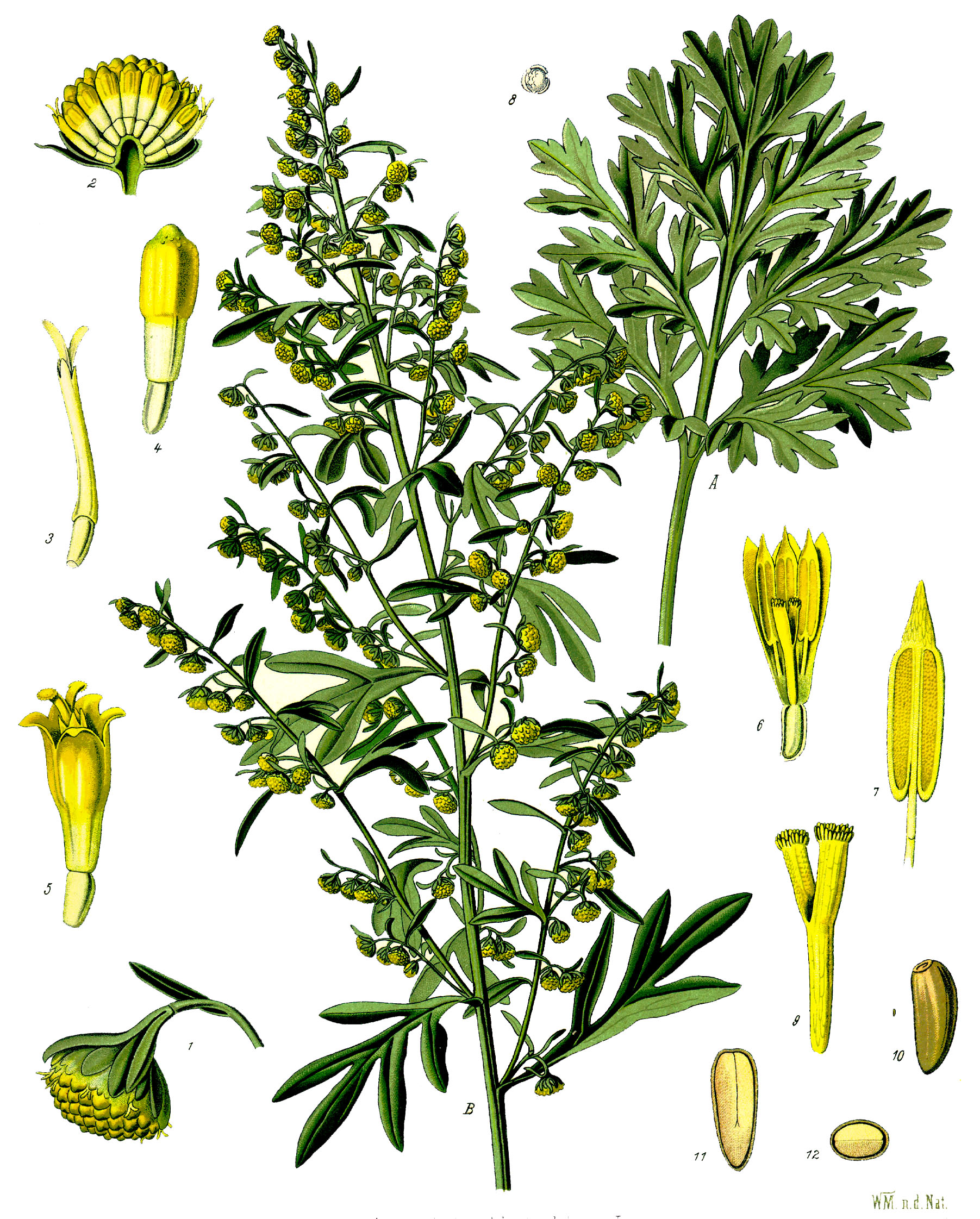
Malört

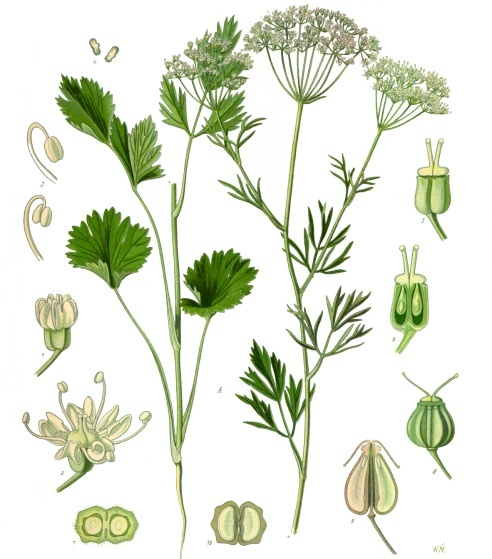
Anis

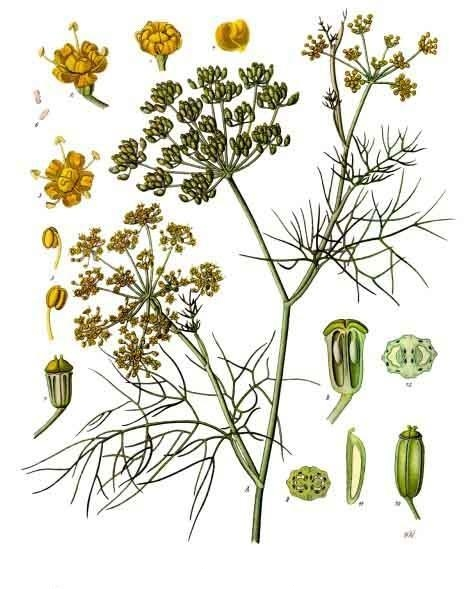
Fänkål

Ursprungligen fanns det två typer av absint: den äkta schweiziska absinten (som var mer alkoholstark) och den vanliga absinten som främst producerades i Frankrike. Alkohol, malört, anis och fänkål ingick som standard i dessa och alla andra former av absint. Normalt är absint osötad, men sockertillsats har förekommit. Utöver detta varierade innehållet kraftigt i olika absinter från olika regioner. Absinten innehöll ofta mellan nio och femton ytterligare örter, bland annat stjärnanis, isop, koriander, lakritsrot och mynta, men malört (vars latinska namn är just Artemisia absinthium) är den viktigaste. Malörtsoljan ger tillsammans med anis och fänkål absinten dess karaktäristiska smak, men för att drastiskt minska bitterheten brukar man destillera spriten ännu en gång efter det att den har kryddats med åtminstone främst malört (Fin absint). Absint som räknas som traditionell (eller äkta) ska destilleras på det här viset. Dessutom ska den inte innehålla några konstgjorda tillsatser eller färgämnen och inte vara sötad i förväg.
Malört innehåller ämnet tujon. För att tujonet skall dras ut ur malörten krävs dock att den läggs i finsprit (läkarsprit), vilket traditionellt sker vid absinttillverkning. Halterna av tujon är numera reglerade inom åtminstone EU och i USA och saknar därför helt betydelse som till exempel försäljningsargument. Tester har visat att tujonhalterna i de allra flesta fall var lika låga även under absintens storhetstid. Detta beror på att destilleringen, förutom att minska bitterheten, gör att det mesta av tujonet stannar kvar i pannan och inte följer med i destillatet (slutprodukten). Om malörten ligger i vanlig 40 % sprit, som vid tillverkning av exempelvis bäsk eller annat malörtsbrännvin, och inte destilleras bildas en essens med helt annan smak och färg.
Den klassiska gröna färgen fick absinten ursprungligen från klorofyllet i färska örter som romersk malört (som är avsevärt mindre bitter än den vanliga malörten), isop, citronmeliss men även ifrån pepparmynta, som urlakades en kortare tid i det första absintdestillatet. Mot slutet av absintens storhetstid såldes det också "förfalskad" absint vars färg kom av exempelvis kopparsalt, antimon, gurkmeja, gulrot, indigo, vejde eller karamellfärg.
Absint blir ogenomskinlig, eller "grumlig", då man tillsätter vatten. Detta sker eftersom de eteriska oljorna i fänkål, anis och stjärnanis innehåller stora mängder anetol. Anetol är lösligt i alkohol men kristalliseras när alkoholhalten blir för låg. När vattnet (särskilt kallt vatten) spär ut absinten kristalliseras således anetolen och bildar den karaktäristiska mjölkigheten.

### Förteckning över örter som ingått i absint[2]
| Namn                  | Latinskt namn          | Växtdel                | Bild |
| --------------------- | ---------------------- | ---------------------- | ---- |
| Alruna                | Mandragora officinarum | Rot                    |      |
| Anis                  | Pimpinella anisum      | Frö                    |      |
| Citronmeliss          | Melissa officinalis    | Torkade blad           |      |
| En                    | Juniperus communis     | Bär                    |      |
| Fänkål                | Foeniculum vulgare     | Frukt                  |      |
| Gråbo                 | Artemisia vulgaris     |                        |      |
| Isop                  | Hyssopus officinalis   | Torkade blommor        |      |
| Kalmus                | Acorus calamus         | Rot                    |      |
| Kanel                 | Cinnamomum zeylanicum  | Bark                   |      |
| Koriander             | Coriandrum sativum     | Frukt                  |      |
| Kvanne                | Angelica archangelica  | Frö, rot               |      |
| Lakrits               | Glycyrrhiza glabra     | Torkad saft av rot     |      |
| Malört                | Artemisia absinthium   | Torkade växtdelar      |      |
| Moses brinnande buske | Dictamus albus         | Rot                    |      |
| Muskot                | Mystica fragrans       | Frö                    |      |
| Nässlor               | släkte Urtica          | Färska blad            |      |
| Pepparmynta           | Mentha piperita        | Torkade blad           |      |
| Persilja              | Petroselinum sativum   | Färska blad            |      |
| Romersk malört        | Artemisia pontica      | Torkade växtdelar      |      |
| Spansk humle          | Origanum dictamnus     | Torkade blad           |      |
| Spenat                | Spinacia oleracea      | Färska blad            |      |
| Stjärnanis            | Illicium verum         | Frukt eller frökapslar |      |
| Ärenpris              | Veronica officinalis   | Torkade blad           |      |

## Analys
Analys av absint gav nedanstående resultat.
| Namn          | Procent (%) | Procent (%)       | Procent (%) |
| ------------- | ----------- | ----------------- | ----------- |
|               | Etanol      | Anetol (Anisolja) | Malörtolja  |
| Vanlig absint | 14,3        | 0,03              | 0,005       |
| Fin absint    | 20,4        | 0,085             | 0,010       |

Det framgår inte av källan vad slags procent som avses. Man kan gissa att det är molförhållandet som avses, vilket är det vanliga inom analytisk kemi. Utöver denna analys får nog "Chemical Composition of Vintage Preban Absinthe with Special Reference to Thujone, Fenchone, Pinocamphone, Methanol, Copper, and Antimony Concentrations" (publicerad 2008) anses vara en av de grundligaste, såväl beträffande gammal (vintage) absint som modern.

## Etymologi
Ordet absint kommer av latinets absinthium som i sin tur härstammar från grekiskans apsinthion vilket betyder malört. I antikens Grekland var "absint" den allmänna beteckningen på alla drycker smaksatta med anisfrö och malört. Det engelska ordet för malört är wormwood som härstammar från det fornengelska ordet wermud vilket har sin tyska motsvarighet i Wermut som fått ge namn åt det beska starkvinet vermouth (ibland stavat vermut).

## Historik

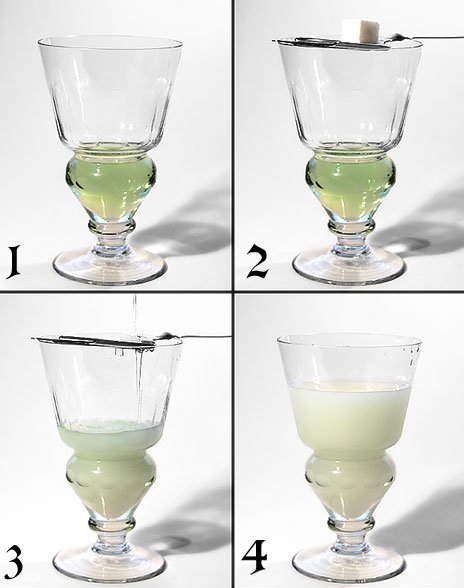
Det traditionella sättet att tillreda absint. Eftersom socker inte löser sig i stark alkohol, läggs sockerbitar på en absintsked, därefter droppas det kallt vatten på sockret som smälter och rinner ner i absinten.

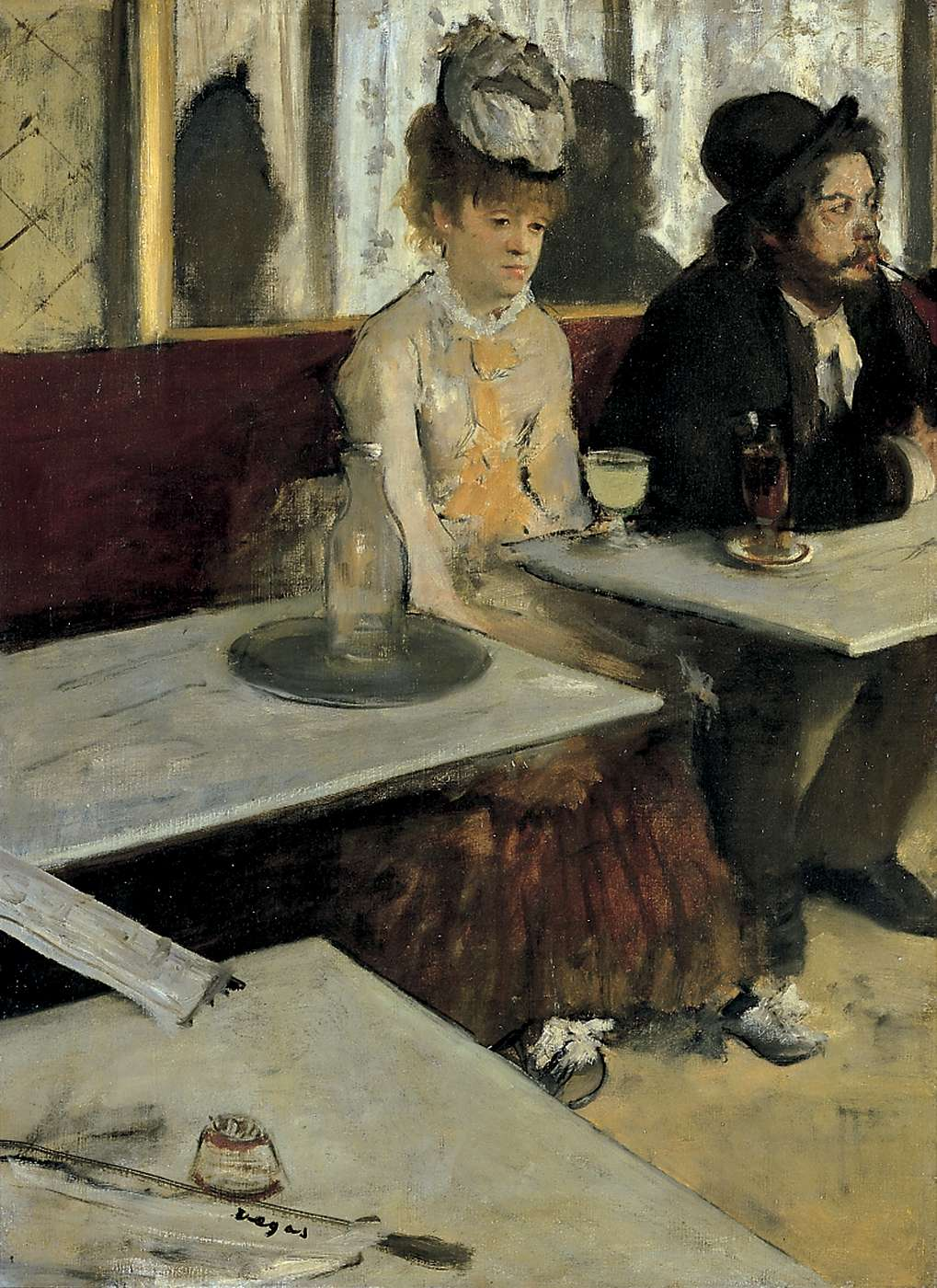
Absinten, målning av Edgar Degas (1876). Musée d'Orsay, Paris.

Malörten har en kulturhistoria som tar sin början i området mellan Eufrat och Tigris i nuvarande Irak 3500 år före Kristi födelse och den har använts i alkoholhaltiga drycker åtminstone sedan antiken. Den absint som här behandlas var från början en schweizisk läkedryck. Receptet på den högst populära ”medicinen” såldes 1787 till Henri-Louis Pernod. Denne Pernod började sedan att producera absint i kommersiellt syfte och blev snabbt den förste och störste absintproducenten. Det första allvarliga absintrycket kom på 1840-talet då franska soldater ordinerades absint som förebyggande medel mot feber under kriget i Algeriet. Soldaterna tog de trevliga erfarenheterna av "medicinen" med sig hem och bidrog till att beställningarna ökade runt om i Frankrike.
Drycken blev först populär hos överklassen, men angrepp av vinlus i de franska vingårdarna minskade produktionen av vin och absinten blev dess ersättare. Ju längre in på 1800-talet vi kommer, desto mer populär blev drycken i estetiska och intellektuella kretsar. Listan på kända konstnärer och författare som på olika sätt inspirerats av absint är lång: Strindberg, Munch och Picasso kan nämnas som exempel. Listan på 1800-talspoeter som brukade drycken är om möjligt ännu längre, med Frankrike som ledande land, med Baudelaire, Rimbaud och Verlaine i täten. Senare blev drycken efter hand, på grunder som skall förklaras nedan, bannlyst i många länder. Ett känt ”offer” för detta var Hemingway, som fick specialbeställa lådor med absint från de få "oaser" som fortfarande fanns kvar i Europa (i detta fall Spanien).
Efter absintens växande popularitet runt år 1900 blev spritdrycken ett alltför stort problem runt om i främst Europa. Drycken var inte längre enbart populär bland konstnärer och de högre samhällsskikten; den hade anammats av större delen av befolkningen, och supandet i allmänhet var uppe i ohyggliga kvantiteter (för övrigt jämförbara med dagens siffror[källa behövs]). Det såldes mer absint än öl, och tillgången blev så stor att ett glas absint inte kostade mer än ett glas vin. Den största tillverkaren, Pernod Fils, tillverkade över 30 000 liter absint om dagen, och var absolut inte ensam tillverkare. Nykterhetsrörelsen, som var en stark och växande kraft i Europa under sekelskiftet, attackerade med kraft alkohol i allmänhet och absint i synnerhet (som med en oerhörd popularitet och en alkoholprocent på runt 70 var en tydlig och frestande måltavla). ”Absintmordet” i Schweiz 1905, där en man mördat hela sin familj för att sedan skylla på att han druckit absint, togs också upp i den allmänna debatten (att mördaren, Monsieur Lanfray, även druckit åtskilliga flaskor vin samt avgjort stora mängder brandy vid samma tidpunkt togs inte i beaktande). Absint förbjöds således i Schweiz 1907. Att van Gogh, som för övrigt kallade absint för sin gröna musa, skar av en bit av sitt ena öra efter att ha druckit absint gynnande inte "den gröna fens" rykte, som dessutom i nykterhetskretsar började få namnet ”den gröna demonen”. Alla de biverkningar som absint sades ge, som bl.a. epilepsi, hallucinationer, demens och hjärnskador, är till stor del typiska för vanlig alkoholförgiftning och delirium tremens. Bieffekterna skylldes dock specifikt på absinten. De konstnärskretsar som brukade mycket absint hade dock ofta även problem med syfilis och andra droger än alkohol, bl.a. opium, vilket kan ha bidragit till ryktena om ”absintgalenskapen”.
Vid första världskrigets start var absint förbjudet i USA samt i de flesta europeiska länder där absint varit förhållandevis populärt. Undantagen till exempel Sverige (vilket många dock fortfarande inte tror), Spanien, Tjeckien (forna Tjeckoslovakien) och Storbritannien. I Frankrike dracks det 36 miljoner liter absint 1910. Förbudet kom 1915. Företaget Pernod Fils etablerade därför ett destilleri i Tarragona, Spanien, 1918, och fortsatte där sin tillverkning av absint. Tillverkningen av absint på destilleriet i Tarragona fortgick fram till mitten av 1960-talet. Under åren från 1918 fram till 1960 förändrades receptet sakta, delvis av kostnadsskäl. Absinten tillverkades dock under hela tiden enligt traditionella metoder med malört, anis och fänkål som huvudsakliga ingredienser. I Frankrike tillverkade Pernod istället ersättningsprodukter med aniskaraktär som framför allt märket med samma namn (Pernod) och i framför allt södra Frankrike har denna pastis (och av andra märken) förblivit populär.
Idag tillverkas absint med varierande tujonhalt bland annat i Schweiz, Frankrike och Portugal.